# كاميل سامسون
كاميل سامسون هو فلاح وصحفي وسياسي كندي، ولد في 3 يناير 1935 في شاوينيغان في كندا، وتوفي في 18 ديسمبر 2012 في مدينة كيبك في كندا. نشط حزبياً في حزب كيبيك الليبرالي. وقد انتخب عضو الجمعية الوطنية في كيبك ‏.

## وصلات خارجية
- كاميل سامسون على موقع IMDb (الإنجليزية)